# Simyra tjurana
Simyra tjurana là một loài bướm đêm trong họ Noctuidae.